# Stormen (målning)
Stormen eller Ovädret (italienska: La Tempesta) är en oljemålning av den italienske renässanskonstnären Giorgione, daterad till 1506–1508. 
Målningen beställdes av den venetianske adelsmannen Gabriele Vendramin och är idag utställd på Gallerie dell'Accademia i Venedig.
Giorgione brukar anses vara den förste moderna konstnären, dels då han inte enbart målade på beställning utan även målade motiv han själv föredrog, dels då han i stor utsträckning målade profana motiv utan mytologisk eller historisk anknytning, det vill säga rena genrebilder. 
Stormen är ett av konsthistoriens mest omdiskuterade verk och banbrytande för den italienska högrenässansen. Naturen är inte längre en fondkuliss för människornas handlande, utan natur och människor smälter samman till en lyriskt besjälad helhet. Målningen föreställer till vänster en man som håller i en stav och till höger en ammande kvinna, framför en storm med blixtar i bakgrunden. Inga samtida förklaringar av motivet finns bevarade och tolkningarna har varit många och väsensskilda.